# 沃爾·帕克斯
沃爾·帕克斯（英語：Wolé Parks，1982年7月27日—）是一名美國演員，他最出名是在CBS肥皂劇《As the World Turns》中飾演Dallas Griffin，以及在Lifetime電視劇《Devious Maids》中飾演Sam Alexander。他曾在《吸血新世代》第8季中飾演Cade，而且在《超人與露易絲》中飾演約翰·亨利·艾朗。

## 早年與教育
帕克斯出生在紐約市，母親是伯利茲人叫Lilith Parks，父親是坦桑尼亞人，他從未見過父親，直至成年為止。他在紐約大學畢業，獲得美術系的藝術創作學士（BFA）和數學系的文學士（BA）。

## 個人生活
帕克斯是同性戀者。

## 外部連結
- 沃爾·帕克斯在互联网电影资料库（IMDb）上的資料（英文）